# Анджей Чая
А̀нджей Ко̀нрад Чая (на полски: Andrzej Konrad Czaja) е полски римокатолически духовник, професор по богословие, епископ на Ополската епархия от 2009 година.

## Биография
Анджей Чая е роден на 12 декември 1963 година в Олесно, в семейството на Хелена (с родово име Респондек) и Бернард Чая. През 1982 година постъпва във Висшата духовна семинария в Ниса. Ръкоположен е за свещеник на 11 юни 1988 година в Ключборк от Ян Багински, викарен епископ на Ополската епархия, след което служи като викарий в енорията „Св. Йосиф“ в Забже. Впоследствие специализира в Люблинския католически университет (ЛКУ). През 1994 година защитава докторска дисертация по догматична теология на тема: „Една личност с много лица. Пневмологична еклесиология на Хериберт Мюлен“ (на полски: Jedna Osoba w wielu osobach. Pneumatologiczna eklezjologia Heriberta Mühlena). Започва да преподава в ЛКУ и по-късно и в Ополския университет. В периода 1996 – 1998 година е стипендиант в Икуменическия институт „Йохан Адам Мюлер“в Падерборн. Хабилитира се през 2003 година в ЛКУ.
На 14 август 2009 година папа Бенедикт XVI го номинира за ополски епископ. Приема епископско посвещение (хиротония) на 29 август от ръката на Алфонс Носол, почетен ополски епископ, в съслужие с Дамян Жимон, катовишки архиепископ, Ян Валенти Вечорек, гливишки епископ и Ян Багински.